# アフターマンの生物一覧
アフターマンの生物一覧（アフターマンのせいぶついちらん）は、ドゥーガル・ディクソンの著作『アフターマン』に登場する未来の生物についてまとめたものである。

## 概要
人類の時代、多くの生物が乱獲されたり開発によって生息環境を破壊されたりして絶滅した。人類の家畜やペットとして品種改良されたり、人類の作り出した環境に適応していた生物もその大部分が人類と共に滅んだ。生き残った生物は5千万年かけて進化し、新たな生態系を作り上げた。
特に生息環境が広く種のバリエーションも多い動物としてはラバック、プレデター・ラット、ジャイガンテロープおよびホーンヘッドが挙げられる。

## 温帯の森林と草原
主に北アフリカとヨーロッパから中央アジアにかけてと、北アメリカ大陸の東部。アフリカ南部と南アメリカ大陸にも該当する地域がある。

### ラバックの仲間
ラバック (Rabbuck) は、中型〜大型の草食動物で、ウサギの子孫である。頭部に先祖の形態を残している。先祖と同じように跳びはねて移動するマクロラグス属 (Macrolagus spp.) と、シカのようにひづめが発達した4本足で走るウングラグス属 (Ungulagus spp.) に分れる。ウングラグス属の方が広く分布する。
コモン・ラバック：ウングラグス・シルヴィクルトリックス (Common rabbuck ：Ungulagus silvicultrix )
温帯の森林と草原に10数頭の群れを作って棲んでおり、背中に多数の白い斑点がある。
マウンテン・ラバック：ウングラグス・スカンデンス (Mountain rabbuck ：Ungulagus scandens )
山岳地帯に棲んでおり、かなり小柄である。
アークティック・ラバック：ウングラグス・ヒルスーツス (Arctic rabbuck ：Ungulagus hirsutus )
極地のツンドラや針葉樹林に棲んでおり、体は厚い脂肪と毛皮に覆われている。体毛は季節に合わせて保護色に生え変わる。
デザート・ラバック：ウングラグス・フラヴス (Desert rabbuck ：Ungulagus flavus )
砂漠地帯に棲んでおり、比較的小柄で毛が短い。

#### その他
ラバックの仲間には熱帯草原に棲む以下の種族もある。
- ピックトゥース：ドラブロドン・フォソール
- ストランク：ウングラグス・ヴィルガーツス
- ワトゥー：ウングラグス・ケント

### 捕食動物（プレデター・ラット）
プレデター・ラット (Predator Rat) は、大型化した肉食性の齧歯類で、ネズミの子孫である。門歯は牙に、脚は走るのに適した形に変化した。
ファランクス：アムピモルポズス・キノモルプス (Falanx ：Amphimorphodus cynomorphus )
温帯に棲んでおり、大きな犬ほどのサイズで、数頭が群れになって一頭のラバックを狩る。
ラピド：アムピモルポズス・ロンギペス (Rapide ：Amphimorphodus longipes )
チーターのような体つきをしており、160km/h以上の速さで疾走することができる。
ジャニセット：ヴィヴェリヌス・ブレヴィペス (Janiset)
プレデター・ラットとしては小柄で、木の上から地面の穴の中まで獲物を探し回る。
ラヴァン：ヴルペミス・フェロックス (Ravene ：Vulpemys ferox )
キツネほどの大きさで、前脚には鋭いかぎづめが生えている。

#### その他
プレデター・ラットの仲間にはツンドラ地帯に棲む
- バーデロット：スミロミス・アトロックス
- ポーラー・ラヴァン：ヴルペミス・アルブルス

北極海に棲む
- パイテロン：タラソムス・ピスキヴォルス
- ディスタートロップ：スキンデレデンス・ソルングルス

などもいる。

### 林床の動物
落葉樹林の地表付近に棲む、昆虫やミミズなど、あるいは小動物を食べる動物たちである。
テスタドン：アルマトエキノス・イムペネトラビリス (Testadon ：Armatechinos impenetrabilis )
ハリネズミの子孫で、背中にあった刺は多数の板が蛇腹状につながった鎧へと変化している。体を丸めると、蛇腹が伸びて球状になった鎧が体を完全に覆う。プレデター・ラットの牙でもこの鎧を破ることは出来ない。
タスクト・モール：スカルプロデンス・タルピフォルメ (Tusked mole ：Scalprodens talpiforme )
モグラに近い動物の子孫。体型も現在のモグラに似ているが、斜め前に突き出した2本の牙と幅の広い尾が特徴。牙と前肢でトンネルを掘り、主に地中の虫などを食べているが、地上の小動物などを食べることもある。その時は地面すれすれで待ち伏せ、獲物の足音がすると腹の下に畳んでいた尾を急に伸ばしてその勢いで地表に飛び出す。
オークリーフ・トード：グリマ・フロンディフォルメ (Oakleaf toad ：Grima frondiforme )
カエルの一種で、背中が落葉樹の葉そっくりのヒダ状になっている（色も落ち葉と同じ）。舌がミミズのように細長く、これで小動物を誘き寄せて食べることもある。
ある種の寄生虫は、オークリーフ・トードを中間宿主としている。この寄生虫は最初の宿主である甲虫をオークリーフ・トードが食べることでその体内に入り、成熟すると緑色の色素を分泌する。これによってオークリーフ・トードの背中のヒダは緑色に変わり、保護色の役目を果せなくなって寄生虫の最終宿主であるプレデター・ラットに捕食される。

### 樹上の生活者
チリット：テンデスキウルス・ルーフス (Chirit ：Tendesciurus rufus )
リスの子孫で、細長い胴体を尺取虫のように屈伸しながら移動する。短い尾と後肢の下側は皮膚がウロコ状になっており、腰から後を木にしっかりと固定して上体を伸ばし、細い枝の先にある木の実や芽などを食べる。
ツリー・ドラマー：プロボスキスンクス属 (Tree drummer ：Proboscincus spp.)
食虫目の一種で、トガリネズミに似ている。肢に生えた剛毛と大きな耳で、木の中にいる虫の動きを感じ取り、鑿のような長い歯で木をつついて穴を開けて細長い鼻を差し込んで虫を捕まえる。
ツリー・グースまたはハンギング・バード：ペンダヴィス・ビダクティルス (Tree goose or Hanging bird ：Pendavis bidactylus )
森に棲む鳥で、木の枝にとまる時は逆さまにぶら下がる。足の指は2本しかないが、鉤状に曲がったまま向かい合ってついており、枝を掴みやすくなっている。

### 夜行動物
プルリップ・バット：カエコプテルス属 (Purrip Bat ：Caekopterus spp.)
コウモリの子孫で、目が退化している。先祖より広い周波数の音を出し、顔の正面を向いた大きな耳と発達した鼻葉で反響音を受けて周囲の状況を探る。
ルティー：ミクロラグス・ムソップス (Lutie ：Microlagus mussops )
ウサギの子孫で、ラバック類とは逆に小型化し、ネズミのような生き方をしている。
トルゥティール：テレブラデンス・ツバウリス (Truteal ：Terebradens tubauris )
食虫目の一種で、目が退化している。鬚と大きな耳を地面に当てて地中の虫が立てる音を探り、鳥のクチバシのような形になった門歯でほじくり出す。
シュロック：メレスンクス・シルヴァティウス (Shrock ：Melesuncus sylvatius )
食虫目の一種で、体つきと大きさはアナグマに似ている。前肢と細長い鼻で地面を掘り、餌を探したり巣穴を作ったりする。

#### その他
名称不明：猛禽類の一種
体型はワシに、頭部はフクロウに似ており、体長は1mほどある。

### 湿地帯
フリット：アクアムブルス・ヒルスーツス (Pfrit ：Aquambulus hirsutus )
トガリネズミの子孫で、口の先から尾の付け根まで5cmもなく、この時代の哺乳類としては最も小さいものの一つである。尾と肢の指を取り巻くように密生して生えている毛が水をはじくため、水面に浮かぶことが出来る。細長い口の先を水中にいるボウフラの体に突き刺し、体液を吸う。
リードスティルト：ハルンドペス・ヴィルガーツス (Reedstilt ：Harundopes virgatus )
魚を主食とする大型の哺乳類。細長い肢の下半分にはまばらに毛が生えていて、水草のように見える。また胴体には縦縞が入っており、アシの茂みに入ると目立ちにくい。首も細長く、哺乳類の頚椎は通常7個だがリードスティルトのそれは15個もある。尖った歯で魚をくわえ、丸呑みにする。
アングラー・ヘロン：ブトリデス・ピスカトリウス (Angler heron ：Butorides piscatorius )
魚を捕まえるための仕掛けを作る鳥。川岸の浅瀬を区切る堰を作り、その近くに虫の餌になるものを置き、おびき寄せた虫をくわえて池に沈め、虫を食べようとやってきた魚を捕まえる。
ロングネッキド・ディパー：アプテロキンクルス・ロンギヌクス (Long-necked dipper ：Apterocinclus longinuchus )
首の長い水鳥。幼鳥の時は空を飛び渡りをするが、成鳥になって川辺に棲みつくと翼が泳ぐのに適した形に変化し、飛べなくなる。

## 針葉樹林
ユーラシア大陸、北アメリカ大陸の高緯度地域。

### 葉食性の哺乳動物（ホーンヘッド）
ホーンヘッド：コルヌデンス属 (Hornhead ：Cornudens spp.) は、ジャイガンテロープと近縁の大型草食動物である。肩までの高さが普通2mほどで、頭頂部に先祖のものより太い一対の角があるほか、額から上唇にかけても角が変形した角質の板に覆われている。それに合わせて下唇も前にせり出し、クチバシ状になっている。雄同士が争う時などは、顔を下に向けて角の上面を押し付け合う。
プロトコルヌデンス (Protocornudens spp.)
3500万〜4000万年前（現代から1000万〜1500万年後）に栄えた初期のホーンヘッド。角は太くなっているが、頭部を覆う角質板はない。
コモン・ホーンヘッド：コルヌデンス・ヴルガリス (Common hornhead ：Cornudens vulgaris )
角は後ろ上方を向いて生えている。上唇の角質部分と下の門歯で針葉樹の葉などをかみ切る。
ヘルメテッド・ホーンヘッド：コルヌデンス・ホリズス (Helmeted hornhead ：Cornudens horridus )
角は上に少し突き出したあと、枝分かれして前後に長く伸びている。口の形は比較的古く、下の門歯を上顎の内側にこすり付けるようになっている。
ウォーター・ホーンヘッド：コルヌデンス・ラストロストリウス (Water hornhead ：Cornudens rastrostrius )
顎がさらに長く、幅広くなり、浅い水底の植物を食べやすい形に変化している。角は後ろ上方を向いて生え、Y字状に枝分かれしている。

#### その他
ホーンヘッドの仲間には山岳地帯に棲む
- グロース：ヘベケパルス・モンタヌス

もいる。

### 襲うものと襲われるもの
パムスレット：ヴルペムステラ・アケル (Pamthret ：Vulpemustela acer )
食肉類の生き残りで、体長2mほどのイタチのような姿をしている。針葉樹林の下生えの中を走り回って狩りをする。
ブロードビーク：プセウドフラガ属 (Broadbeak ：Pseudofraga spp.)
ムクドリの子孫で、翼長は1m以上あり、かつての猛禽類のような姿になっている。鋭い鉤爪を持つが、嘴はまっすぐ伸びている。
パロプス・レピドロストルス (Parops lepidorostrus )
ブロードビークと同じくムクドリの子孫だが、逆に先祖より小さくなり（体長10cmほど）、樹につく虫を主食としている。
スパインテイルド・スクアレル：フミスキウルス・スピナカウダーツス (Spine-tailed squirrel ：Humisciurus spinacaudatus )
小型の哺乳類で、長い尾の裏側には無数の針が生えている。捕食動物に襲われそうになると、尾を振り上げて背中から頭までを覆い、針を逆立てて身を守る。現生のリスとは異なり、スカンクのような体色になっている。
ビーバー：カストール属 (Beaver ：Costor spp.)
現在のビーバーに比べて、より水中生活に適した体に進化している。後肢と尾は一体化して櫂のようになっており、イルカのごとく全身をくねらせて泳ぐ。陸上で活動する時も、その後肢と尾を使って樹の幹などに下半身をしっかりと固定することができる。

### 森林の生活
チズルヘッド：テネブラ・ヴェルミフォルメ (Chiselhead ：Tenebra vermiforme )
チリットと同じように細長い体を持つ齧歯類で、上下の門歯が長く伸びており、唇は大きくめくれている。その頑丈な門歯で樹の皮をかじって食べる。巣も樹に穴を掘ってその中に作るため、チズルヘッドが棲みついた樹はやがて枯れてしまう。
トレヴェール：スカンデミス・ロンギカウダータ (Trevel ：Scandemys longicaudata )
細長い尾を持つ齧歯類で、体はハタネズミに似ている。尾を枝に巻き付け、ぶら下がることができる。
コモン・パイン・チャック：パラロックスス・タルガ (Common pine chuck ：Paraloxus targa )
森に棲む比較的大きな鳥で、雄と雌は外見も食生活も大きく違う。雄は体格が良く、力強い嘴で球果を砕いて種子を食べる。雄の嘴は性的アピールにも用いられる。雌は雄より小柄で嘴も細く、雑食性である。

## 極地とツンドラ
南北両極、旧地中海付近にそびえる山脈、旧インドシナ付近からアジア東岸・ベーリング地峡を経て北アメリカ西岸南部に至る山脈および南アメリカ西岸の山脈。

### 移住動物
パイロファイル：パロルス・パロルス (Pilofile ：Phalorus phalorus )
渡り鳥の一種でシギの子孫。ツンドラで暮らす夏の間は嘴の周りに剛毛が生えており、嘴を大きく開いて飛びながら剛毛に引っかかった虫を食べる。冬が訪れる前に針葉樹林へ移ると剛毛が抜け落ち、地表の虫を食べるようになる。卵はツンドラの中で保護色になるよう、緑色と茶色のまだらに覆われている。
ウーリー・ジャイガンテロープ：メガロドルカス・ボレアリス (Woolly gigantelope ：Megalodorcas borealis )
ジャイガンテロープの一種で、肩までの高さが3mもある。冬になると全身に長い毛が生え、顔の前まで伸びた角で雪を掘って食物を漁る。また、人類時代のフタコブラクダの様に夏の間に摂取した栄養分を背中に脂肪の瘤として蓄え、食物が少ない冬に備える。熱帯のジャイガンテロープと比べると、少しだけ小さい。
バーデロット：スミロミス・アトロックス (Bardelot ：Smilomys atrox )
プレデター・ラットの一種で、雌は上の門歯の外側が長く伸びてサーベルタイガーのような牙になっている。下顎には牙をしまう嚢がある。雄は長い牙を持たず、かつてのホッキョクグマに近い姿である。
※児童書版(41頁)では、長い牙を持つのは雄に変わっている。

### ミーチングとその敵
ミーチング：ニクソクリケツス・レムモモルプス (Meaching ：Nixocricetus lemmomorphus )
おそらくレミングの子孫で、先祖と同じように繁殖率が高い。コケや草を掻き集めて、雪の下に要塞のような巣を築く。要塞の中は迷路のように入り組み、ミーチング1匹分の大きさの部屋が多数作られる。
最初は数匹しか入れなかった要塞も5年ほどすると巨大なものになるが、その頃には周囲の植生を食べ尽くしており、ミーチングたちは新たな居住地を求めて過酷な旅に出る。
ポーラー・ラヴァン：ヴルペミス・アルブルス (Polar ravene ：Vulpemys albulus )
プレデター・ラットの一種で、温帯に棲むラヴァンと比べて体が大きく、逆に頭部は小さい。季節によってこげ茶色の夏毛と白い冬毛が生え変わる。ミーチングたちを前肢で要塞から掘り出して食べる。
ブーティ・バード：コルヴァルデア・ニーゲル (Bootie bird ：Corvardea niger )
カラスの子孫で、肉食の大型鳥類。首や脚が長く、頭頂高が1m以上ある。冬になると脚にも厚い羽毛が生える。
ギャンディモット：ブスティヴァプス・セプテントレオナーリス (Gandimot ：Bustivapus septentreonalis )
カササギの子孫で、翼や嘴はトウゾクカモメと似たような形になっている。夏はツンドラでミーチングなどを襲い、冬は針葉樹林で腐肉などを漁る。また、托卵の習性を持つ。
レッサー・ターミガン：ラゴパ・ミヌツス (Lesser ptarmigan ：Lagopa minutus )
小柄な鳥で、空き家になったミーチングの要塞に棲みつく。移住せずに残った少数のミーチングと共存していることもある。

### 北極海
フライトレス・オーク：ナタラルケス・マリティムス (Flightless auk ：Nataralces maritimus )
ウミスズメかそれに類する水鳥の子孫で、現代の南極にいたペンギンのような姿をしている。卵を孵化寸前まで体内にとどめることが可能なため、陸や氷上にはめったに上がらない。最初に進化した場所から、北極海の周囲に沿って幾つもの亜種に分れつつ広がっていったため、北極点の反対側へ東西から進出して来て出会った亜種同士は交配することができない。
パイテロン：タラソムス・ピスキヴォルス (Pytheron ：Thalassomus piscivorus )
水中生活に適応したプレデター・ラットの一種で、流線型の胴体や鰭のような四肢と尾など、アザラシかアシカのような姿になっている。
ディスタートロップ：スキンデレデンス・ソルングルス (Distarterops ：Scinderedens solungulus )
パイテロンの近縁種で、体長は4mもあり、セイウチに似た姿である。体毛がうろこ状の板に変化して体を覆っている。左の前肢の親指にだけ鋭い鉤爪がある。上の門歯が発達した牙は、雌は2本とも下を向いているが、雄は左側だけ前に向かって伸びている。これらの牙と鉤爪で、海底に貼りついている貝を剥ぎとって食べる。

### 南極海
この環境に棲む特徴的な生物にペラゴルニス目 (Pelagornids) がいる。ペンギンの子孫が卵胎生になり、一生を水中で過ごせるように進化したものである。
ヴォーテックス：バレノルニス・ヴィヴィペラ (Vortex ：Balenornis vivipera )
ペラゴルニス目のうち最大の種で、体長12m以上にもなる。体つきはかつてのクジラに近く、嘴は水中のプランクトンを濾し取るために多孔質のふるいになっている。
ポーピン：ステナヴィス・ピスキヴォラ (Porpin ：Stenavis piscivora )
典型的なペラゴルニス目の一種で、嘴は魚を捕まえやすい形になっている。
スカーン (Skern)
火山島に棲む翼の退化した鳥で、脚を巧みに動かして泳ぐ。適温になっている火山灰の中に産卵して、地熱で孵化させる。

### 山岳地帯
アフリカ大陸とヨーロッパ大陸の衝突によって形成された褶曲山脈に棲む生物たち。
ラッフル：ルペサルトル・ヴィルッペス (Ruffle ：Rupesaltor villupes )
アナウサギの子孫だが、耳は短く、体つきは丸みを帯びている。四肢は寒冷な山の岩場を走り回るのに適した形で、長い毛に覆われている。歯は岩肌についたコケなどをこそぎ落としやすい形になっている。
グロース：ヘベケパルス・モンタヌス (Groath ：Hebecephalus montanus )
ホーンヘッドの近縁種だが比較的小柄で、雄と雌は角の形が違う。雄の角は顔面を覆って左右に張り出した板状で、主に仲間同士の争いに用いられる。雌の角は顔の中央付近から鋭く突き出したピラミッド状で、捕食動物に襲われて逃げられない時はこれを使って抵抗する。
シャラック：オロムステラ・アルティフェラ (Shurrack ：Oromusutela altifera )
パムスレットに近縁の、食肉類の生き残りで、群れで狩りをする。毛皮は灰色の地に黒い斑紋があり、岩場での保護色となる。
パラシュリュウ：ペンナタカウズス・ヴォリタリウス (Parashrew ：Pennatacaudus volitarius )
トガリネズミのような小型の哺乳類。幼獣の尾の先端から付け根に向かって長い剛毛が傘の骨のように生えており、柔らかい毛がそれに絡み付いて落下傘状になる。毎年ある季節になると、幼獣たちは落下傘を広げて風に乗り、新しい住処を求めて旅立つが、その途中で命を落とすものも多い。無事着陸すると、落下傘は抜け落ちる。

## 砂漠：乾燥の地
北アフリカと中央アジア、北アメリカの中央部、およびアフリカと南アメリカの南部。

### 砂に住む動物
サンド・フラップジャック：プラティカウダーツス・ストルクトル (Sand flapjack ：Platycaudatus structor )
トビネズミの子孫で、四本脚で走る。長く平たい尾を持ち、その表面に風を当てて体温を下げる。深い巣穴を掘り、入り口の上に石を積んで塚を築く。夜の間に石の表面に水分が結露し、飲み水となる。この石を雄と雌が協力して運ぶことが、求愛行動の一環ともなっている。
スピッティング・フェザーフット：ペンナプス・サルタンス (Spitting featherfoot ：Pennapus saltans )
小さな齧歯類で、丸い体と細長い尾を持ち、二本脚で飛び跳ねて移動する。毒のある植物を食べても、その毒を分離し、唾液と共に体外に出すことができる。また、泡状の唾液を自分の自身に吐き掛けて体を冷やしたり、敵に吐き掛けて身を守ったりする。
リーピング・デヴィル：ダエモノプス・ロトゥンズス (Leaping devil ：Daemonops lotundus )
食虫類の一種で、体つきはスピッティング・フェザーフットに似ているが、前肢と歯の形は異なり、小動物を捕食する。
デザート・シャーク：プサンモナルス属 (Desert Shark ：Psammonarus spp.)
食虫類の一種で、体毛がほとんど無く、ソーセージのような胴体に、砂を掘るのに適した形の短い四肢がついている。砂の上を這って移動し、地下の巣穴にいる齧歯類などを探り当てて襲う。休む時は砂の中に体を埋める。

### 砂漠の大型動物
デザート・リーパー：アクアトール・アデプシカウツス (Desert Leaper ：Aquator adepsicautus )
体長3mほどの草食性齧歯類で、一番やせている時の体重と同じくらいの量の皮下脂肪を貯え、それを消費することで3ヶ月は食事をしなくても生きることが出来る。皮下脂肪のほとんどは尾につき、胴体と尾でバランスをとって二本肢で飛び跳ねながら移動する。やせてくると前肢も地面につけ、四本肢で移動するようになる。
グロビット：ウングラミス・ケルヴィフォルメ (Grobbit ：Ungulamys cerviforme )
砂漠の岩場に棲む齧歯類で、胴体の長さは60cmほど、尾は1m以上になる。四肢は細長く、前肢の第3，第4指が蹄、第2、第5指が鉤爪になっており、ひづめと鉤爪を向かい合わせるようにして樹の枝を握って葉を食べることができる。
キラ：カルノスンクス・ピロポズス (Khilla ：Carnosuncus pilopodus )
肉食性の食虫類で、4本肢で歩き、前肢の先から肩まで60cmほどある。昼間は砂の中の巣穴に潜み、夜に狩りをする。
クリスキン
猛禽の一種で、蛇を主食とする。体は黒く、下顎から腹にかけては白地に黒い斑点がある。また、目の前後の細長い部分も白い。

### 北アメリカの砂漠
ルートサッカー：パラトップス属 (Rootsucker ：Palatops spp.)
草食性の齧歯類で、水分の蒸発を抑えるために背中は殻のように密生した毛に、頭はホーンヘッドのそれに似た板に覆われている。腹を地面につけて短い肢で這うように動き、前肢の爪と頭の板で植物の根を掘り出す。
デザート・スピックル：フィスツロスティウム・セトスム (Desert spickle ：Fistulostium setosum )
サボテンの刺の間に生きる小さな齧歯類で、背中は小さな刺に覆われている。サボテンの花の蜜を吸う一方でその受粉を助けている。このために鼻は長く、歯や消化器官は退化している。
フィン・リザード：ヴェルサルス・ビポッド (Fin Lizard ：Velusarus bipod )
前肢が退化した小さなトカゲで、首筋と尾が鰭のように広がっている。最高50km/hで走ることが出来、体を冷やす時は一本足で立って鰭に風を当てる。
ロングレッグド・クウェイル：デセルタ・カトリカ (Long-legged quail ：Deserta catholica )
肉食性の鳥で、雄は頭頂部に大きな飾り羽を持つ。雨季に合わせて、日陰の砂地に産卵する。

## 熱帯草原
中央アフリカと南アメリカの赤道を挟んだ地域、インド、旧オーストラリア大陸の東岸から北部。なお、ここでは述べないがレムーリア島もほとんどの地域がこれに該当する。

### 草食動物
ラバック系統の動物が繁栄している。
ピックトゥース：ドラブロドン・フォソール (Picktooth ：Dolabrodon fossor )
ラバック類の中では小柄で、草の根を掘り起こすために上顎から真横を向いて生えた牙と、前肢の足首あたりに後ろを向いて生えた蹴爪を持つ。
ストランク：ウングラグス・ヴィルガーツス (Strank ：Ungulagus virgatus )
比較的大柄のラバックで、シマウマを彷彿とさせる体に白と薄茶色の縞模様がある。
ワトゥー：ウングラグス・ケント (Watoo ：Ungulagus cento )
大きなラバックで、キリンを彷彿とさせる体に白と薄茶色の斑模様がある。
フライトレス・ギニア・ファウル： (Flightless guinea fowl ：Pseudostruthio gularis )
ホロホロチョウの子孫で、体高1.7mほどもあり雑食性、空を飛ぶことはできない。体は青く、雄は大きな赤いトサカを持ち、脚は桃色、雌はトサカが小さく、脚は体と同じ青である。また喉に赤い袋があり、身の危険を感じた時や仲間と争う時はこの袋を大きく膨らませる。

### 平野の巨大動物（ジャイガンテロープ）
ジャイガンテロープ (Gigantelope) は、大型の草食動物で、レイヨウの子孫である。かつてのゾウ・カバ・キリン・サイのように大きな体と太い四肢を持ち、体重10トンにもなる。首の下の皮膚にたるみがあり、そこを通る血管から体熱を放散している。
メガロドルカス・ギガンテウス (Megalodorcas giganteus)
代表的なジャイガンテロープで、二対の角を持つ。後ろの一対は耳より後ろで垂れ、もう一対は顔の上を越えて大きくアーチ状に曲がっている。これらの角で地面を掘って草の根などを食べる。
ロングネッキド・ジャイガンテロープ：グランディドルカス・ロエセルミヴィ (Long-necked gigantelope ：Grandidorcas roeselmivi )
首が長く頭部は小さく、7mの高さにある樹の葉を食べることができる。角は退化し、頭頂部に痕跡状に残っている。
ショベルホーンド・ジャイガンテロープ (Shovel-horned gigantelope)
本書の時代より少し前に絶滅した。前の角が浅瀬の水草をすくいとるのに適した形になっていた。
ランディーホーン：テトラケラス・アフリカヌス (Rundihorn ：Tetraceras africanus )
ジャイガンテロープの一種で、角は四本とも正面を向いており短い。自衛のために使うこともできるが、むしろ求愛行動の際に重要な役割を果す。

#### その他
名称不明：ジャイガンテロープ類の一種
角が前の一対だけで、真っ直ぐ前方へ長く伸び、途中から下向きに刺が突き出している。
ジャイガンテロープの仲間には極地に棲む
- ウーリー・ジャイガンテロープ：メガロドルカス・ボレアリス

や、針葉樹林などに棲む
- ホーンヘッド：コルヌデンス属など

などもいる。なお、レムーリア島に棲む
- ヴァルファント：ヴァルドルスム・グラヴム

はジャイガンテロープとは別の系統だがやはりレイヨウの子孫で、収斂進化によって似たような姿になっている。

### 肉食動物
ホレーン：ポボケブス・ハムングルス (Horrane ：Phobocebus hamungulus )
樹上棲類人猿の子孫で、ジャイガンテロープなどの草食動物を襲い、獲物は家族で分け合う。草むらに隠れやすいように、胴体には縞模様がある。
ラブーン：カルノパピオ属 (Raboon ：Carnopapio spp.)
肉食の霊長類で、ヒヒの子孫である。体を水平にして二本肢で走るという、かつての肉食恐竜のような体形になっており、雄にはたてがみがある。
カルノパピオ・ロンギペス (Carnopapio longipes )
ラブーンの中では小柄で、体高が1.8mほどあり、小動物を襲う。
カルノパピオ・ヴルガリス (Carnopapio vulgaris )
ラブーンの仲間でもっとも広い範囲に分布しており、ラバックを主食とする。
ジャイアント・ラブーン：カルノパピオ・グランディス (Giant raboon ：Carnopapio grandis )
体高2.3mと、ラブーンの中で最も大きい。力も強いが自分では狩りをせず、もっぱらホレーンの食べ残した肉をあさる。

ゴール：パリドガーレ・ヌディコルム (Ghole ：Pallidogale nudicollum )
骨髄を主食にしている食肉類で、首と頭に毛がなく、骨を噛み砕く強靭な歯を持つ。アリ塚の日陰に肉食獣の食べ残しを運び込んで食事をする。アリ塚を作るシロアリは塚の一部を棚のように張り出させて日陰が大きくなるようにしておき、ゴールの食べかすを餌にする。

## 熱帯林
中央アフリカと南アメリカの赤道周辺、旧オーストラリア大陸の大半。劇中では「ジャングル」と呼ばれている。

### 樹冠層の動物
ロングアームド・ジダー：アラネアピテクス・マヌカウダータ (Long-armed ziddah ：Araneapithecus manucaudata )
クモザルのような霊長類で、枝渡りを得意とする。尾を枝に巻き付けてぶら下がり、非常に長い四肢を畳み込んで眠る。
フランキー：アレシミア・ラプスス (Flunkey ：Alesimia lapsus )
ムササビのような小形の猿で、尾が長く、四肢と尾との間に飛膜が発達している。
アンカーフィップ：フラゲラングイス・ヴィリディス (Anchorwhip ：Flagellanguis viridis )
体長3.5〜4mもあるヘビで、尾の方の数十cmが太くなっている。太い部分だけを枝に巻き付け、素早く体を伸ばして下を通りかかった鳥を捕まえる。

### 森の生活
ストライガー：サエヴィティア・フェリフォルメ (Striger ：Saevitia feliforme )
ネコ科動物最後の生き残り。樹上生活に適応したヤマネコの子孫で、四肢の指は長くなり獲物であるサルと同じように枝を掴むことができる。同じく一部のサルと同じように、尾を枝に巻き付けて体重を支えることもできる。この種の出現により、少なからぬ種類の霊長類が絶滅した。
クラッタ：テスツディカウダーツス・タルヅス (Clatta ：Testudicaudatus tardus )
長い尾を持つ原猿類で、ナマケモノに似ている。尾の先はストライガーの爪でも傷つかない角質の板に守られていて、その尾を使って枝からぶら下がることで敵から逃れる。
キッファ：アルマセネックス・アエディフィカートル (Khiffah ：Armasenex aedificator )
テナガザルに似た霊長類で、樹の上に大きな巣を作る。成熟した雄は、顔や胸の皮膚が鎧のように角質化し、指先に鉤爪を備える。普段は植物性の食事をとっているが、雌がおとりになってストライガーを引き付け、雄がそれを仕留めて皆で食べることもある。

### 林床
ターミ：フォルミケデルス・パラデンス (Turmi ：Formicederus paladens )
イノシシの子孫で、シロアリを主食としている。横向きに生えた一対の牙と前肢の鉤爪でアリ塚を掘り崩し、かつてのアリクイのような形になっている口と舌で食べる。牙以外の歯はすべて失われている。
ザランダー：プロケロスス・エレパナースス (Zarander ：Procerosus elephanasus )
ゾウのように長い鼻を持つイノシシの子孫で、4mほどの高さの樹の葉を食べることが出来る。8頭以下の小さな群れで行動する。
トロヴァムプ：ヒルダテリウム・サルタンス (Trovamp ：Hirudatherium saltans )
吸血性の小さな哺乳類で、3mほど離れたところから大型動物に飛びつき、針のように細長い顎と牙状になった上下の犬歯、鉤爪のある前肢で獲物の体にかじりつく。
ジャイアント・ピッタ：ガロピッタ・ポリギナ (Giant pitta ：Gallopitta polygyna )
ハーレムを作る鳥でヤイロチョウの子孫であり、雌の体長は雄の三分の一ほどしかない。一つのハーレムには3〜4羽の雌が少し離れてそれぞれ巣を作る。雄は雌たちの餌を運び、他の雄や捕食者からハーレムを守る。

### 水辺の生活
南アメリカ、アフリカ、オーストラリアが舞台。
マッドガルパー：ポカポタムス・ルツパグス (Mud-gulper ：Phocapotamus lutuphagus )
水棲の大型齧歯類で水生植物のみを食べる。顔の配置はかつてのカバに似ている。一方で体型はアザラシに似ており、左右の後肢がつながって尾鰭のようになっている。
スウィミング・モンキー：ナトピテクス・ラナペス (Swimming monkey ：Natopithecus ranapes )
アレンモンキー（スワンプモンキー）の子孫で、魚を主食にしている。体つきはカエルに似ていて、前肢の指には鉤爪があり、背筋がヒレのように盛り上がっている。
ウォーター・アント／水アリ (Water ant)
草や樹の枝を土とみずからの分泌物で固めて、水の上に浮かぶ巣を作るアリ。
スウィミング・アントイーター：ミルメヴェナリウス・アムピビウス (Swimming ant-eater ：Myrmevenarius amphibius )
アリクイの子孫で、ウォーター・アントを主食としている。肢の指の間に水かきがあり、水面下からアリの巣に近づき、前肢についた鉤爪で底を引き裂いてこぼれ落ちたアリを食べる。
トゥースト・キングフィッシャー：ハルキオノーヴァ・アクアティカ (Toothed kingfisher ：Halcyonova aquatica )
カワセミの子孫で、翼で水を掻いて泳ぐ。嘴は魚を捕まえやすいようにギザギザになっており、繁殖期には普段より明るい色に変化する。喉には丸呑みした魚を溜めておく袋がある。
ツリー・ダック：デンドロキグナ・ヴォルバーリス (Tree duck ：Dendrocygna volubaris )
水鳥から再び陸棲に進化しつつある鳥。水かきが退化しており、水中で過ごすのは幼鳥の間と捕食者に教われそうになった時くらいである。

### オーストラリアの森林
オーストラリア大陸は約1千万年前（現代から4千万年後）にアジア大陸の東南部と衝突した。しかしアジアとの境界はかつてのヒマラヤより大きな山脈で遮られ、オーストラリアではいまだに有袋類中心の生態系が栄えている。
チュカブー：テイラピテクス・ルフス (Chuckaboo ：Thylapithecus rufus )
収斂進化によってサルと似た姿になった有袋類で、四肢の指と尾はものをつかめるようになっている。袋は左右の脇腹にある。
スロバー：レテオスティウム・コルテペリウム (Slobber ：Reteostium cortepellium )
ナマケモノに似た姿の有袋類で、樹の枝やつる植物のつるにぶら下がったまま一生を送る。口から粘性のある唾液を糸状に垂らし、これに貼りついた虫を食べる。目は退化し、耳と髭によって獲物の接近を感知する。全身の体毛の上に、みずからが宿っている植物に寄生しているものと同じ藻類が生えており、めったに身動きしないために周囲と区別できない。
ヒリヒリ：カルノピリウス・オピカウダーツス (Hiri-hiri ：Carnophilius ophicaudatus )
タスマニアデビルの子孫で樹上生活に適応しており、長い尾でヘビのように獲物を締め殺す。低い枝から尾を垂らして地上の動物を捕まえることもある。

### オーストラリア森林の下生層
ポセット：ティラスス・ヴィルガーツス (Posset ：Thylasus virgatus )
イノシシに似た雑食の有袋類で、前向きに生えた2対の牙と長めの鼻で土の下の食物をあさる。
ジャイアンタラ：シルフランゲルス・ギガンテウス (Giantala ：Silfrangerus giganteus )
カンガルーの子孫で、体高は3mもある。先祖と同じように二本肢で跳ね回り、樹の葉や芽を食べる。
ファットスネーク：ピンゴピス・ヴィペラフォルメ (Fatsnake ：Pingophis viperaforme )
コブラ科の子孫で、クサリヘビ科に似たところもある毒ヘビ。胴体は太いが首は細長く、5m以上伸びる。出血性の毒で獲物を殺し、死体の肉が消化され始めたところで丸呑みする。
ホークバウアー：ディモルポプティロルニス・イニクイツス (Hawkbower ：Dimorphoptilornis iniquitus )
ニワシドリの子孫で、地上に巣を作る鳥。雄は小動物を捕まえて巣のそばに「はやにえ」のように飾り、雌はその死骸に寄ってきたハエを捕まえる。卵が孵ると、死骸にわいた蛆虫を雛鳥の餌にする。
ターマイト・バロウァー：ネオパルダロツス・スブテレストリス (Termite burrower ：Neopardalotus subterrestris )
翼のない鳥で、鉤爪のある肢とショベルのような嘴でシロアリの塚に穴を開けて入り込み、細長い舌でシロアリを捕まえて食べる。舌は粘り気を帯びており、先には固い羽毛が生えている。

## 島と島大陸

### 南アメリカの森林
南アメリカ大陸は3000万年前（現代から2000万年後）に再び北アメリカから分離した。
グラース：オンクヘルペステス・フォドラーミ (Gurrath ：Oncherpestes fodrhami )
かつて人間によってカリブ海の島（現在では南アメリカの一部となっている）に持ち込まれたマングースの子孫で、ジャガーのような姿になっている。タピムスを主な獲物とする。
タピムス：タピムス・マキシムス (Tapimus ：Tapimus maximus )
大型化した齧歯類で、前向きに生えた2本の長い牙がある。
ナイトグライダー：ハスタツス・ヴォランス (Nightglider ：Hastatus volans )
イタチ類の子孫で、ムササビのような飛膜があり、滑空することが出来る。胸の毛が何本もの硬い刺に変化しており、獲物の頭上からこの刺を突きさして仕留める。毛皮は樹皮と同じ保護色で、昼間はその樹に貼りついて休んでいる。
メイトリアルク・ティナム：ギノモルパ・パラシティカ (Matriarch tinamou ：Gynomorpha parasitica )
雄は非常に小さく、雌の背中に寄生している。雄の脚と翼の先には雌の体にしがみつくための鉤爪があり、消化器官は雌の血を吸って生きるために必要最小限なものでしかなくなっている。

### 南アメリカの草原
ストリック：クルソミス・ロンギペス (Strick ：Cursomys longipes )
草食性の齧歯類で、耳が長く、カンガルーに似ている（カンガルーより少し小さい）。進化の過程でカンガルーのように飛び跳ねていたこともあるが、今では体を水平にして後肢で走る。10頭あまりの群れで暮らす。
ウァッカ：アナブラッキウム・ストルティオフォルメ (Wakka ：Anabracchium struthioforme )
ストリックとは違う祖先から進化した草食性の齧歯類で、前肢は完全に退化し、球状の胴体から前後に細長い首と尾が伸びている。走る時の姿勢はストリックによく似ている。目は細長い頭の後ろ寄りにあって、地上の草を食べている時もある程度の視界が保たれる。
フラウァーフェイスト・ポトゥー：グリセオニクタ・ロストリフローラ (Flower-faced potoo ：Gryseonycta rostriflora )
地上性の鳥で、タチヨタカの子孫。嘴を大きく開くと内側は花そっくりになり、この擬態を利用して虫を誘き寄せて食べる。季節の変化を追って、花が咲いている場所へ移動し続ける。

### レムーリア島
アフリカ大陸の東部が分離して、大きな島になったもの。ラバックがやって来なかったため、比較的古いタイプの有蹄類が繁栄している。
ヴァルファント：ヴァルドルスム・グラヴム (Valuphant ：Valudorsum gravam )
レムーリア最大の有蹄類で、体つきはジャイガンテロープに似ている。体長は約5m、角は1対で1m近い長さがあり、先端が前にカーブしていて植物の根を掘り起こすのに役立つ。脊椎骨から上に伸びた突起に沿って、背筋が高く盛り上がっている。
スノーク：レピドナスス・レムリエンセス (Snorke ：Lepidonasus lemurienses )
イネ科の植物を主食にしている有蹄類で、軽快に走ることが出来る。頭が細長く、目は後ろ寄りで、短い角が後ろ向きに生えている。
ロングネッキド・イイパ：アルトケパルス・サディ (Long-necked yippa ：Altocephalus saddi )
キリンのように首が長い有蹄類で、短いまっすぐな角が後ろ向きに生えている。
クレフトバック・アンテロープ：カストラトラーグス・グランディケロス (Cleft-back antelope ：Castratragus grandiceros )
祖先のレイヨウとほとんど同じような姿の有蹄類で、ティック・バードと共生している。変化は背筋に沿って並行する2列の隆起があり、その間の溝には固い毛が密生している。その他にも、体の何ヶ所かに疣状の突起があり、ティック・バードが子育てする時期になるとそこから膿が出る。
ティック・バード：インヴィギラートル・コメンサリス (Tick bird ：Invigilator commensalis )
クレフトバック・アンテロープ1頭に対して数家族が共生している小鳥で、現代のウシツツキと同じように共生相手の皮膚につく寄生虫を食べたり、肉食動物が近づいてきた時は警告したりしてやっている。その代わり、クレフトバック・アンテロープ1頭ごとに数家族が背筋の溝の中に産卵し（固い毛が卵を固定してくれる）、疣状突起から出る膿に湧いた蛆虫を雛の餌にする。
レムーリア・スウァローテイル・バタフライ (Lemuria swallowtail butterfly)
白黒イラストのみ登場、詳細不明。

### バタヴィア列島
南太平洋のホットスポットによって誕生した一連の火山島。最初に上陸した動物であるコウモリが陸上生活に適応して（翼が退化して）、ほとんどの生態的地位に進出している。
フローアー：フロリファキエス・ミラビラ (Flooer ：Florifacies mirabila )
地上性コウモリの一種で虫食。そのライフスタイルはフラウァーフェイスト・ポトゥーによく似ていて、耳と鼻葉が大きな花びらそっくりに変化しており、花に擬態して近寄ってきた虫を捕まえる。
フライトレス・シャロス：アルボヴスペルティリオ・アプテリクス (Flightless shalloth ：Arbovespertilio apteryx )
樹上性のコウモリで雑食。前肢の親指には鉤爪があり、ほかの4本の指は一つにつながって親指と向かい合うようになっている。また後肢の指も樹の枝をつかめるように曲がることが出来る。枝から逆さまにぶら下がって葉を食べたり、下を通りかかる小さな生き物を捕まえて食べたりする。
サーフバット：レマラ・マディペラ (Surfbat ：Remala madipella )
海に潜って魚を捕るコウモリで、後肢と尾の間には水かきが発達し、翼は鰭に変化している。陸上では前肢（鰭の先端）と尾を使って、飛び跳ねるように移動する。
ナイト・ストーカー：マナンブルス・ペロリズス (Night stalker ：Manambulus perhorridus )
地上性かつ夜行性のコウモリで肉食、体高は1.5mほどである。前肢で歩き回り、後肢を肩越しに前へ伸ばして獲物を掴んで食べる。目は退化し、音で周囲の様子を探る。

### パカウス諸島
太平洋プレートとオーストラリアプレートの境界に沿って形成された火山列島で、今では珊瑚礁が発達している。鳥と昆虫以外の動物はほとんど住んでいない。
パカウアン・フィッスラー：インスロルニス属 (Pacauan whistler ：Insulornis spp.)
パカウス諸島に最初に定住した鳥であるキバラモズヒタキ（ゴールデン・フィッスラー）の子孫。かつてガラパゴス諸島にいたダーウィンフィンチ類のように様々な食性に進化しており、それぞれに嘴の形などが異なる。
インスロルニス・ハルティ (Insulornis harti )
インスロルニス属のうち、祖先からあまり姿が変化していない唯一の種。
インスロルニス・ピキフォルマ ( ：Insulornis piciforma )
樹をつついて、樹皮の下にいる虫を食べるフィッスラー。細長く鋭い嘴と、垂直な樹に掴まるのに向いた脚が特徴。
インスロルニス・マクロリンカ ( ：Insulornis macrorhyncha )
固い木の実を砕いて、その中身を食べるフィッスラー。太く力強い嘴のために頭部が重くなる一方、尾羽が長くなって前後のバランスをとっている。
ホーク・フィッスラー：インスロルニス・アヴィパーガ ( ：Insulornis aviphaga )
他のフィッスラーなどを襲う肉食のフィッスラー。目が顔の正面向きについていて立体視が出来る。嘴は先端が鋭く曲がっている。

バード・スネーク：アヴァングイス・パカウスス (Bird snake ：Avanguis pacausus )
フィッスラーたち（おそらくホーク・フィッスラーも）を狩るヘビ。首をもたげて、特有の声で相手を威嚇する。
テラテイル：オピオカウダーツス・インスラーツス (Terratail ：Ophiocaudatus insulatus )
齧歯類の一種で、長い尾はバード・スネークそっくりに見える（尾の先がヘビの頭）。バード・スネークが威嚇する時の姿勢や声を真似して、ホーク・フィッスラーなどの敵をひるませて逃げる。
パカウス・コーラル・フィッシュ (Pacaus coral fish)
白黒イラストのみ登場、詳細不明。